# Edda Moser
Edda Moser (née le 27 octobre 1938 à Berlin en Allemagne) est une soprano allemande.

## Biographie
Edda Moser est la ﬁlle du musicologue et compositeur Hans Joachim Moser et la petite-fille du violoniste et musicologue Andreas Moser qui fut l'élève de Joseph Joachim. Elle fait ses débuts en 1962 avec le rôle de Kate Pinkerton (Madame Butterfly, Giacomo Puccini), puis interprète en 1968 le rôle de Wellgunde dans L'Or du Rhin de Wagner au Metropolitan Opera. Elle y joue également plusieurs autres rôles, comme celui de La Reine de la nuit dans La Flûte enchantée, ou encore Donna Anna dans Don Giovanni de Mozart, dont elle reprend le rôle dans le ﬁlm du même nom de Joseph Losey.
Elle a su entretenir un vaste répertoire musical, chantant aussi bien en tant que coloratura dramatique (La Reine de la nuit) qu’en lirico-spinto. Elle a été l’un des interprètes originaux de l’oratorio d’Hans Werner, Le Radeau de la Méduse, qui fut directement distribué en CD, la première qui devait se tenir à Hambourg ayant été annulée.
Edda Moser, qui se distingue sur les scènes du monde (Metropolitan Opéra, Opéra de Vienne, Paris, la Scala), est à l'affiche des festivals prestigieux, dont Salzbourg, Vienne, Edimbourg, Aix-en-Provence. Elle se produit en soliste avec les orchestres sous la conduite des chefs prestigieux comme Bernstein, Böhm, Boulez, Karajan ou Maazel. En octobre 1988, elle se produit à Pleyel avec l'Orchestre national d'Île-de-France, sous la direction de Jacques Mercier. Elle obtient le Grand Prix du Disque pour Airs pour virtuose de Mozart.
Sa voix est choisie pour être enregistrée sur le Voyager Golden Record envoyé dans l'espace par la NASA à bord des deux sondes spatiales Voyager (l'air sélectionné est la deuxième aria de La Reine de la Nuit, Der Hölle Rache kocht in meinem Herzen dirigée par Wolfgang Sawallisch).
Après s’être retirée de l’opéra, Edda Moser reste active jusqu’à la ﬁn des années 1990 en tant que récitaliste. Elle donne notamment plusieurs concerts mémorables en Allemagne avec Ivan Törzs au piano (au Semperoper en 1997, à Giessen en 1999) avec des programmes très variés allant de Johann Adolph Hasse à Clara Schumann ou encore Richard Strauss. Elle fait ses adieux à Munich en 1999 au Théâtre de Cuvilliés.
Edda Moser est particulièrement sensible à la préservation de la langue allemande. Sur une suggestion de l'ancien ministre allemand des affaires étrangères, Hans-Dietrich Genscher,  elle fonde en 2006 le Festival de la Langue Allemande dont elle est toujours la directice artistique. Le festival a lieu tous les ans depuis 2007 au théâtre historique Goethe de Bad Lauchstädt.